# 小泉策太郎

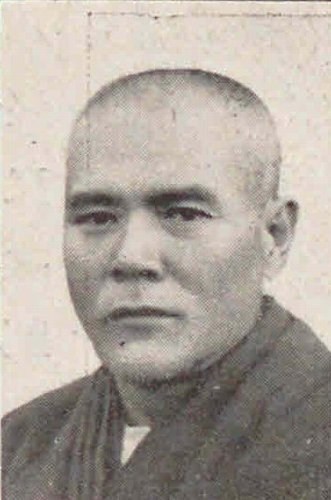
小泉策太郎

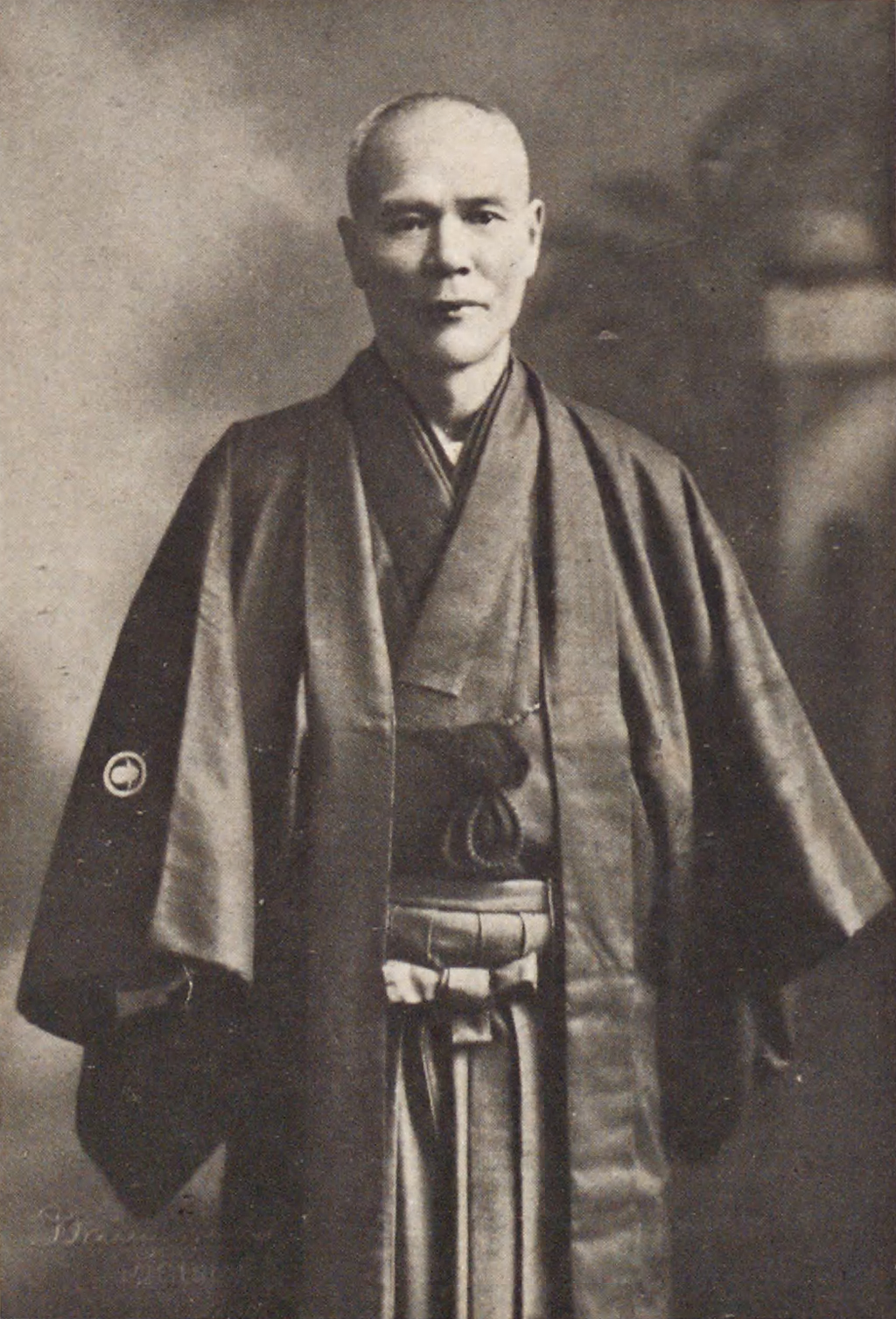
小泉策太郎

小泉 策太郎（こいずみ さくたろう、1872年12月3日（明治5年11月3日） - 1937年（昭和12年）7月28日）は、大正・昭和時代前期の政党政治家。三申(さんしん）と号した。

## 生涯
1872（明治5）年に静岡県賀茂郡三浜村子浦（現在の南伊豆町）に漁師の9人兄弟の長男として生まれる。小泉定次郎、みねの長男。1886（明治19）年上京して鉄物商田島為助の丁稚奉公となり住み込むが翌年帰郷し、母校成功館で日給50銭の代用教員を務めた。1891（明治24）年自由党系の『静岡日報』に入るも数ヵ月で退社。のち大衆小説家村上浪六の食客となった。1894（明治27）年板垣退助が社長の『自由新聞』に入社し、幸徳秋水らと思想上の相違をこえて親交をもった。1896（明治29）年『自由新聞』が廃刊になると、星亨の『めさまし新聞』に移り、1898（明治31）年には熊本で自由党系の九州新聞が創刊されると、主筆に招かれて赴任した。1904（明治37）年11月には蛎殻町に週刊『経済新聞』を創設し、経済評論家野城久吉を主宰とし、その経営にあたった。その成功はやがて兜町に勢力を築くもととなった。また、これ以後大正期にかけて、東京市街鉄道株式会社・朝鮮瓦斯電気株式会社、馬来護謨栽培株式会社・大連株式商品取引所などの要職を歴任して、多くの会社に関係史、相場師・実業家として名を知られるに至った。
1912（明治45）年5月、第11回衆議院議員総選挙に静岡県第二区から初めて出馬し、以後当選7回。立憲政友会に所属し、「政界の惑星」と目され、参画しない政変は無かった。1914（大正3）年、東京市会議員に当選。1925（大正14）年顧問、のち総務。高橋是清総裁をかついでの第二次護憲運動、田中義一総裁の実現に活躍したことで、「政界の策士」の名を喧伝された。1927（昭和2）年田中内閣の行政制度審議会委員（親任待遇）となったが、1928（昭和3）年、田中義一内閣に久原房之助が入閣することに反対し、首相と意見を異にして脱党。以後無所属のまま時に政界策動の震源地として注目されながら、書画・仏像に親しみ、西園寺公望の伝記執筆に努力した。また、若き日の林房雄を、共産党運動から転向させ、作家活動に専念させるために、別邸に住まわせ、世話していた。
七男に日本画家の小泉淳作、八男に東宝映画で活躍した俳優の小泉博がいる。

## 栄典
- 1930年（昭和5年）12月5日 - 帝都復興記念章[7]

## 著作
- 『小泉三申全集』、全4巻、岩波書店、初版1942年、復刊1984年
  - 「第1巻　織田信長　明智光秀」、「第2巻　加藤清正　由比正雪」
  - 「第3巻　随筆　西園寺公」、「第4巻　史的小品集」

今日では三申は伝記作家としても高い評価をうけている。
- 筆記『西園寺公望自伝』 木村毅編、大日本雄弁会講談社、1949年
復刻：ゆまに書房「歴代総理大臣伝記叢書」、2005年
- 『明智光秀』 岩波文庫、2019年10月。改訂版

## 関連文献
- 小島直記『小泉三申 政友会策士の生涯』中公新書、1976年。
- 長谷川義記『評伝小泉三申―知性と運命の相剋者』島津書房、1977年。
- 木宮榮彦『小泉三申 ー評論・逸話・年譜ー』1978年。
- 鍋島高明『幸徳秋水と小泉三申―叛骨の友情譜』高知新聞社、2007年。